# Leuchtturm Vaindloo
Der Leuchtturm Vaindloo (estnisch Vaindloo tuletorn) ist ein Leuchtturm auf der Insel Vaindloo (im Finnischen Meerbusen) in Estland. Der Leuchtturm dient als Signal auf den Schifffahrtsrouten zwischen der estnischen Stadt Kunda und der finnischen Stadt Porvoo.
Neben dem Leuchtturm befindet sich auf der Insel eine Station des estnischen Grenzschutzes mit einem 50 Meter hohen Wachturm und einem Radar.

## Geschichte
Auf der nördlichsten estnischen Insel Vaindloo wurde 1718 auf Befehl von Zar Peter dem Großen ein hölzernes Leuchtfeuer errichtet. Der derzeitige gusseiserne Leuchtturm, der in Schottland vorgefertigt wurde, ist der erste Leuchtturm in Estland, der nach dem Gordon-System gebaut wurde. Er wurde ursprünglich im Auftrag Russlands auf der Insel Vormsi errichtet, jedoch 1871 nach Vaindloo umgesetzt, als dort das alte Leuchtfeuer zusammengebrochen war. Der Auftrag zum Bau einer neuen Leuchtturmanlage wurde ein Jahr zuvor erteilt, sodass der Bau der Nebengebäude bereits begonnen hatte. Das gesamte Ensemble ist seit über einem Jahrhundert bemerkenswert gut erhalten und die Nebengebäude werden als Grenzschutzstation genutzt.

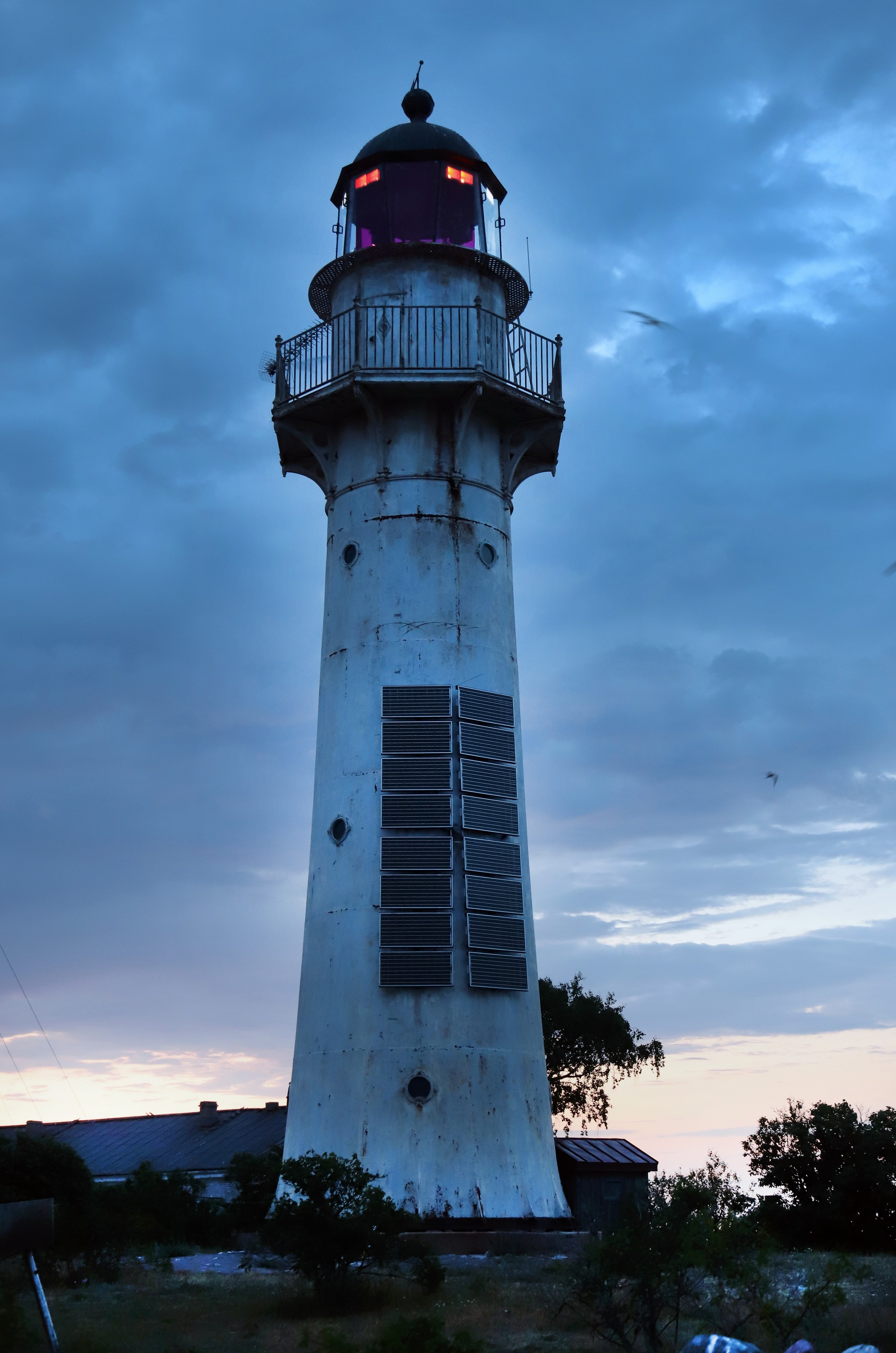
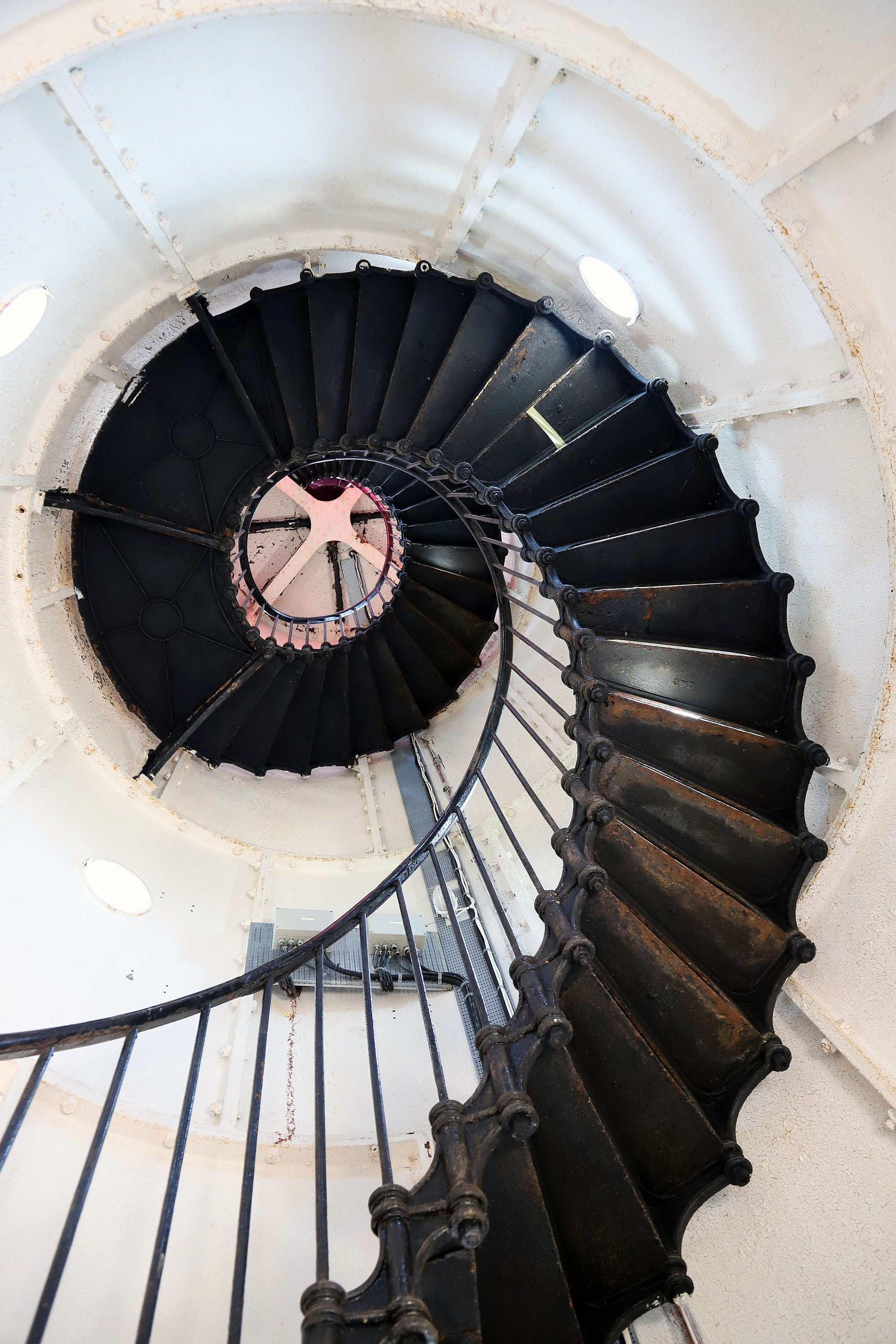
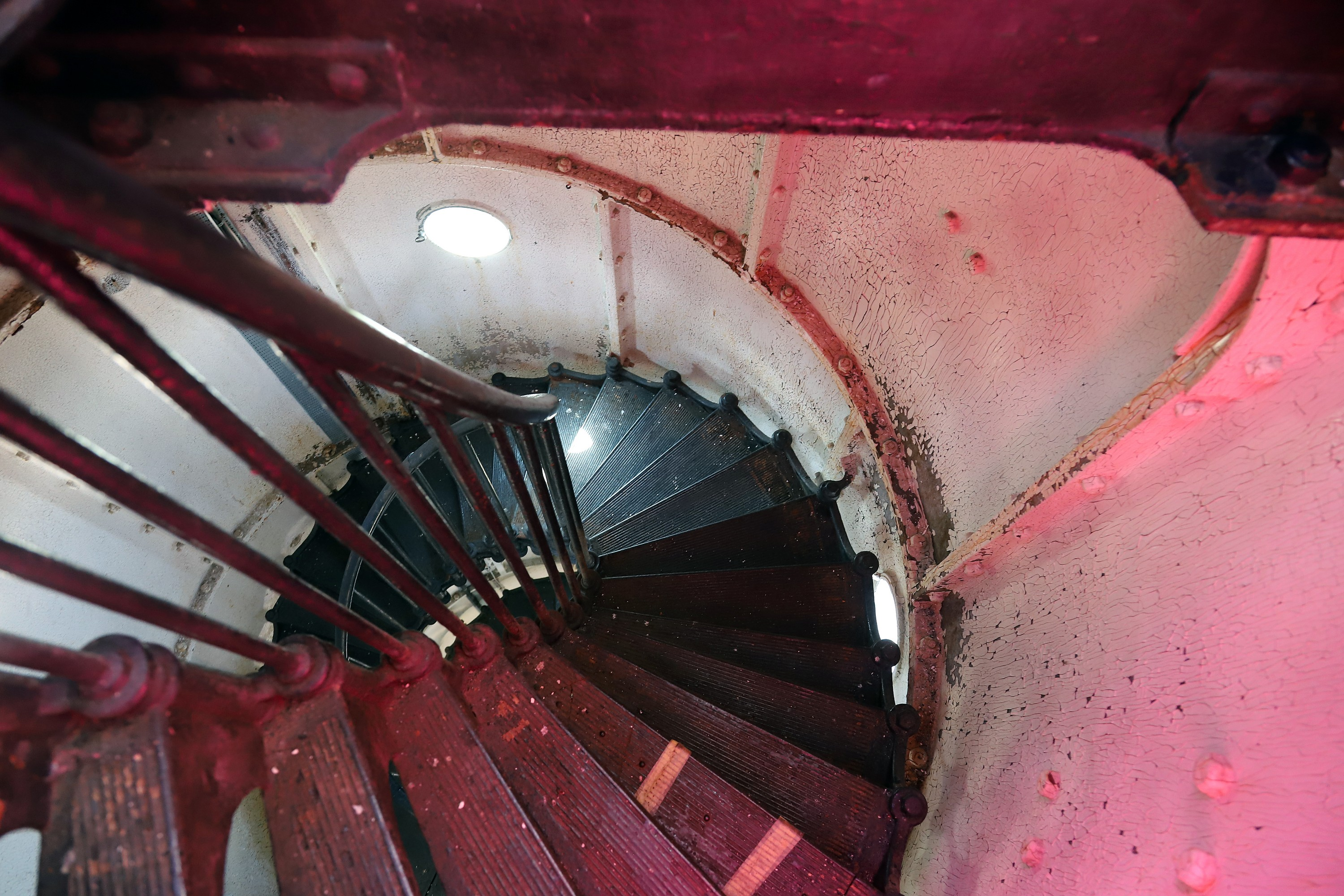
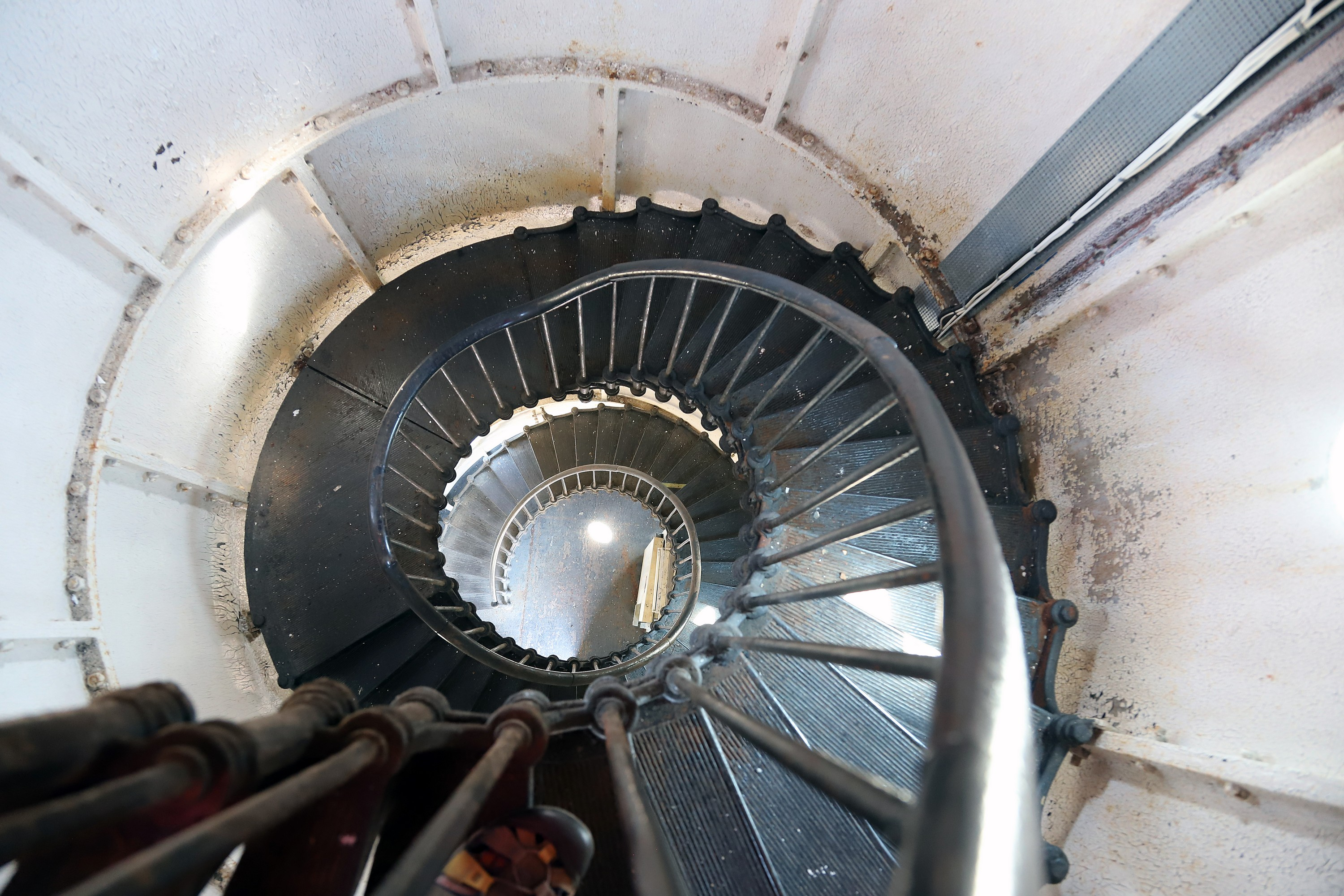